# Grška drahma
Drahma (grško δραχμή) je bila valuta, ki se je uporabljala v Grčiji skozi številna obdobja v zgodovini. Kot stara grška valuta, ki so jo uporabljale številne grške mestne države skozi obdobje 10 stoletij od arhaičnega obdobja do klasičnega ter od helenističnega do rimskega obdobja, ko se je pojavila rimska valuta. Spet se je pojavila leta 1832 in bila nazadnje zamenjana z evrom leta 2001 (menjava: 340,75 drahem za evro). Evro je popolnoma zamenjal drahmo leta 2002.